# Стресснер, Густаво
Густаво Адольфо Стресснер Мора (исп. Gustavo Adolfo Stroessner Mora; 22 декабря 1945, Итаугуа — 20 февраля 2011, Асунсьон) — парагвайский военный, полковник ВВС, старший сын президента-диктатора Альфредо Стресснера. Принадлежал к правящей верхушке стронизма, планировался в преемники отца. После свержения Стресснера-старшего эмигрировал вместе с ним. Считался распорядителем семейного состояния. Заочно привлекался в Парагвае к судебной ответственности, но был оправдан.

## В годы стронизма
Родился в семье Альфредо Стресснера — в то время полковника парагвайской армии. Ему ещё не исполнилось девяти лет, когда Стресснер-старший, к тому времени генерал и главнокомандующий, пришёл к власти в результате государственного переворота. Стресснер-младший окончил военное училище, служил в ВВС Парагвая. Получил звание полковника.
В Парагвае установился диктаторский режим, получивший название стронизм. Стресснер-младший состоял в правящей партии Колорадо, возглавляемой президентом Стресснером, и готовился в политические наследники. Сын, в отличие от отца, не вникал в конкретные дела управления — однако старался концентрировать в своих руках политическую власть и особенно экономические активы.
По степени политического влияния Густаво Стресснер примыкал к «Золотому квадрату» — правящей стронистской верхушке. Обладал тесными связями с армейским командованием и криминальными структурами, контролировавшими политическую власть и основные экономические активы.
Впоследствии двоюродный дядя обвинял Густаво Стресснера в крупномасштабных финансовых махинациях. Он имел миллионные «откаты» от страховых компаний, строительных фирм, казино, отелей — за содействие при государственных тендерах. Только от двух компаний, работающих на ГЭС Итайпу и Ясирета он еженедельном получал два миллиона долларов в течение восемнадцати лет.

## Несостоявшийся наследник
Во второй половине 1980-х Парагвай переживал политический кризис. Возник раскол в правящей Колорадо: выделилась реформистская группировка Tradicionalistas («Традиционалисты»), выступавшая за отставку Стресснера и проведение либерально-демократических преобразований. Наиболее одиозные стронисты — деятели «Золотого квадрата», организаторы и участники репрессий, вожаки стронистских военизированных формирований — при этом подлежали изгнанию. Среди них однозначно числился и Густаво Стресснер.
Ортодоксальные стронисты создали фракцию Militancias («Воинствующие»). Во главе стояли члены «Золотого квадрата» Сабино Монтанаро и Эухенио Хаке, начальник репрессивной службы DIPC Пастор Коронель, вожак боевиков-Garroteros Рамон Акино. Они добивались максимального ужесточения режима, настаивали на пожизненном правлении Альфредо Стресснера и последующей передаче президентства Густаво Стресснеру. Главным лозунгом «Воинствующих» стала установка «После Стресснера — Стресснер!». 1 августа 1987 эта группа одержала победу на съезде Колорадо и установила полный контроль над партией. Вопрос о бессрочной диктатуре Стресснера-старшего и наследовании власти Стресснером-младшим представлялся решённым.
Однако развитие событий приняло иной оборот. «Традиционалисты» тоже имели единомышленников в силовых структурах, в том числе в высшем армейском командовании. Вечером 2 февраля 1989 в Асунсьоне начался военный мятеж под командованием генералов Андреса Родригеса и Лино Овьедо. Поначалу Альфредо Стресснер-старший активно сопротивлялся и рассчитывал подавить мятеж. Верные ему солдаты полка сопровождения заняли оборону в штаб-квартире главнокомандования.
Именно Густаво Стресснер, понимая соотношение сил, с трудом убедил отца прекратить сопротивление: «Иначе нас всех перебьют». Он проинформировал отца, что генерал Родригес, которому диктатор доверял и на которого рассчитывал, возглавляет мятеж. После этого в ночь на 3 февраля 1989 Стресснер-старший согласился сдаться.
Во главе нового правительства стал Андрес Родригес с «традиционалистской» программой. Альфредо Стресснер и члены его семьи были высланы из Парагвая. План наследования власти оказался сорван.

## Эмигрант-финансист
Вместе с отцом Густаво Стресснер обосновался в Бразилии. Младший брат Гуго Альфредо умер в 1993, мать Лихия и сестра Грациэла жили в США. Впоследствии Лихия и Грациэла Стресснер получили разрешение вернуться в Парагвай, но на отца и старшего сына оно не распространялось.
Уже в 1989 новые власти Парагвая инициировали против Густаво Стресснера судебный процесс по обвинениям в коррупции. Из-за этого Стресснер-младший не решился вернуться в Парагвай даже на похороны матери, хотя ему предоставлялась такая возможность под залог в полтора миллиона долларов. При этом он контролировал крупные финансовые активы. В 1999 Густаво Стресснер развёлся с женой — после чего Мария Эухения Хейкель оценила его состояние в сумму от 500 миллионов до 1,55 миллиарда долларов. После смерти Альфредо Стресснера в 2006 Густаво Стресснер остался единственным распорядителем семейных капиталов.
В партии сформировалась фракция его сторонников — «уже не стронистов, а „густавистов“». Неформальным лидером считался бизнесмен и политик Освальдо Домингес Дибб, родственно связанный с кланом Стресснер. Попытка установить над партией контроль за счёт фактической «скупки» на стресснеровские средства вызвала отторжение большинства. Стресснер-младший и Домингес Дибб потерпели поражение во внутрипартийной борьбе.

## Возвращение и смерть
Летом 2010 судебное преследование Густаво Стресснера было прекращено за истечением срока давности, обвинения сняты. Он вернулся в Парагвай, стараясь избегать публичности. Правозащитник Мартин Альмада, бывший политзаключённый стронистских времён, добивался национализации активов стресснеровского клана. По его запросу в начале января 2011 полицейское управление сообщило, что Густаво Стресснер проживает в асунсьонском доме сестры Грациэлы под именем Марискаль Лопес.
Густаво Стресснер недолго прожил после возвращения. 16 января 2011 он был срочно госпитализирован и 20 февраля 2011 скончался от тяжёлой болезни в возрасте 66 лет. Мартин Альмада констатировал, что изъятие денег Стресснера крайне затруднилось в связи с его смертью. Парагвайская коммунистическая партия выразила сожаление в связи с преждевременной кончиной, позволившей избежать ответственности.